# Aníbal Moreno
Aníbal Ismael Moreno (Catamarca, 13 de maio de 1999) é um futebolista argentino que atua como volante. Atualmente defende o Palmeiras.

## Carreira

### Início
Nascido em San Fernando del Valle de Catamarca, Aníbal foi o quinto de seis filhos. Criado em Barrio Nuevo, iniciou sua trajetória no Club Sportivo Villa Dolores, onde primeiro jogou na escolinha do clube e passou a integrar o time de campo após ser relacionado pelo técnico Raúl Herrera. Passou ainda pela Escola Duchini em 2012 antes de entrar na base do Newell's Old Boys em 2013, onde terminou sua formação.

### Newell's Old Boys
Moreno fez sua estreia pela La Lepra em 25 de fevereiro de 2019 entrando aos 79 minutos no lugar Maxi Rodríguez, na vitória por 3–0 sobre o San Martín em partida válida pelo Campeonato Argentino. Em 3 de janeiro, foi anunciada sua renovação de contrato com o clube até 30 de junho de 2023. Seu primeiro gol pelo rojinegro foi marcado na vitória por 1–0 sobre o San Lorenzo na 18ª rodada do Campeonato Argentino, em 3 de fevereiro de 2020. As boas atuações chamaram atenção de outros clubes, como o Milan, que sondou durante o ano de 2020.

### Racing
Em 15 fevereiro de 2021, Aníbal foi anunciado por empréstimo até 31 de dezembro do mesmo ano com opção de compra pelo Racing. Caso o Racing caso optasse pela compra ao final do empréstimo pagaria 2,3 milhões de dólares por 50% do passe de Moreno tendo obrigatoriamente em pagar metade do valor imediatamente. Também deveria pagar 4 milhões de dólares para aquisição da outra metade do passe.
As boas atuações renderam-lhe sua compra definitiva pelo Racing em junho de 2021. Em 3 de outubro, fez seu primeiro gol pelo clube de Avellaneda na vitória por 2–1 sobre o Estudiantes. Em 6 de novembro de 2022 sagrou-se campeão do Trofeo de Campeones de la Liga Profesional ao vencer o Boca Juniors por 2–1, onde foi eleito um dos melhores da partida. No final do ano, aparaceu na lista feito pelo Lance! de 10 promessas argentinas que haviam destacado-se na temporada.
Chegou aos 100 jogos com a camisa do Racing na derrota para o Boca Juniors em 30 de maio de 2022, sendo homenageado pela marca cinco jogos depois, antes de uma partida contra o Banfield em 4 de junho. Ao final da temporada de 2023, figurou no time reserva de melhores jogadores da Copa da Liga Professional e também foi selecionado para o onze ideal na lista do 90min.

### Palmeiras
Em novembro de 2023, o Palmeiras anunciou a contratação de Moreno para a temporada 2024; o jogador assinou um contrato válido até dezembro de 2028. Embora o valor da transação não tenha sido divulgado oficialmente, a imprensa brasileira reportou ter sido 7 milhões de dólares (34,4 milhões de reais, na época), mais 1 milhão de dólares (4,9 milhões, na época) em bônus. Foi apresentado oficialmente em janeiro de 2024, recebendo a camisa de número cinco.  Aníbal fez sua estreia em 22 de janeiro, no empate de 1–1 com o Novorizontino na estreia do Campeonato Paulista, tendo participado da jogada do gol de Raphael Veiga e terminado com uma boa atuação. Fez seu primeiro gol pelo Palmeiras em fevereiro, na vitória por 3–1 sobre o Mirassol. Em abril, sagrou-se campeão do torneio; na final contra o Santos, fez o segundo gol da vitória por 2–0, que deu o título ao alviverde.
Pela temporada de 2025, em janeiro, o Palmeiras estendeu o contrato de Aníbal por mais um ano, até o fim de 2029.

## Seleção Nacional

### Sub-18
Integrou o elenco campeão do L'Acudia de 2018 comandado pelo técnico Lionel Scaloni ao bater a Rússia na final por 2–1.

### Sub-20
Pela Sub-20, Aníbal esteve nos convocados para a disputa do Sul-Americano onde sagrou-se vice-campeão e do Mundial da categoria na Polônia, ambos em 2019.

### Sub-23
Aníbal também esteve entre os convocados para representar a Argentina nos Jogos Pan-Americanos de 2019, em Lima, no Peru. A Albiceleste faturou a medalha de ouro ao vencer Honduras por 4–1 na final do torneio.

### Principal
Aníbal foi um dos sparrings chamados por Jorge Sampaoli para treinar com a Seleção Argentina principal que iria disputar a Copa do Mundo FIFA de 2018.

## Títulos
Racing
- Trofeo de Campeones de la Liga Profesional: 2022

Palmeiras
- Campeonato Paulista: 2024

Seleção Argentina
Sub-18
- Torneio L'Acudia: 2018

Sub-23
- Ouro nos Jogos Pan-Americanos de 2019